# Inken Formann

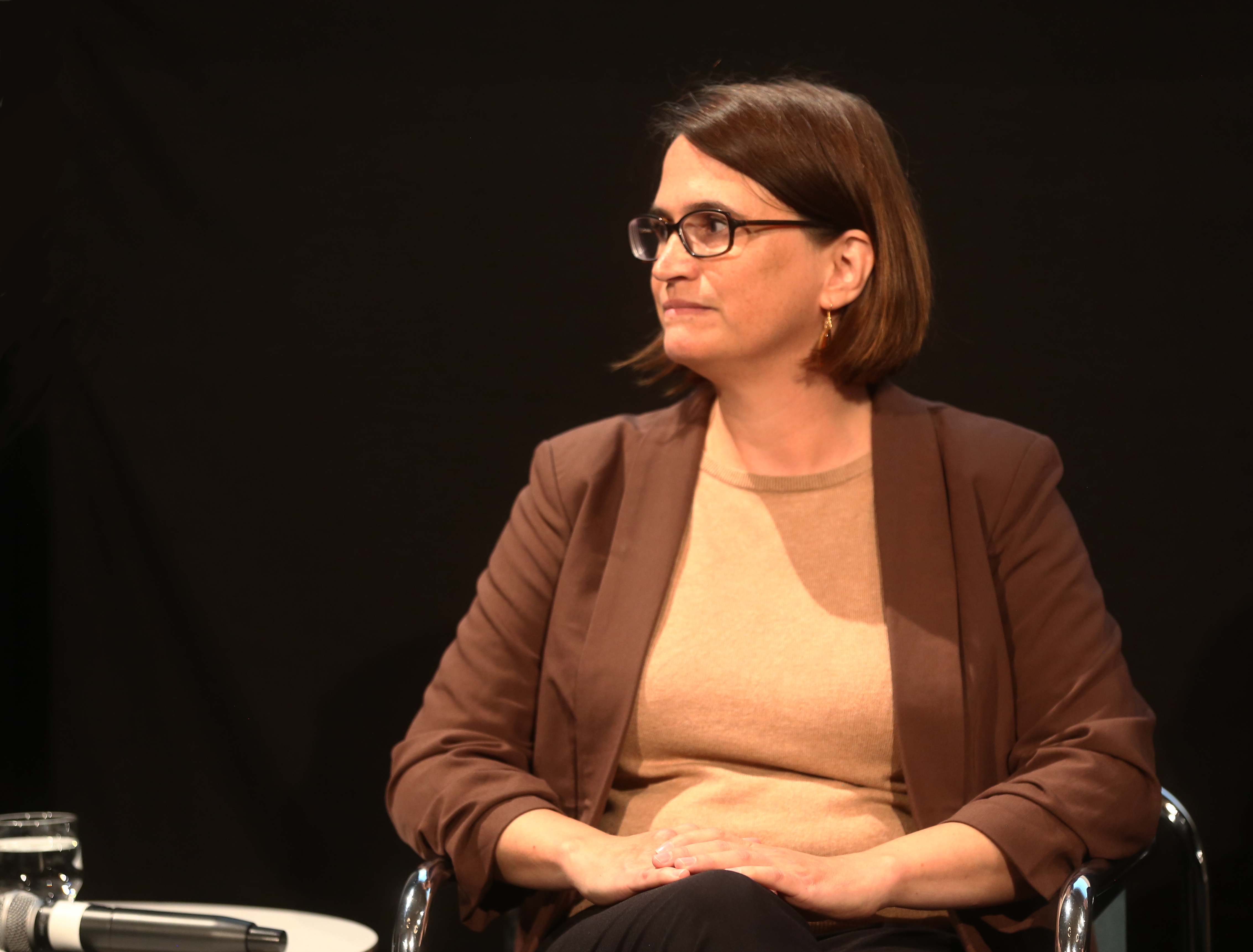
Inken Formann, 2023

Inken Formann (* 8. Oktober 1976) ist eine deutsche Landschaftsarchitektin und hat seit 2023 die Professur für Geschichte der Landschaftsarchitektur und Gartendenkmalpflege an der Leibniz Universität Hannover inne. 

## Leben und Wirken
Von 1996 bis 2002 studierte sie Landschaftsarchitektur und Freiraumplanung an der Leibniz Universität Hannover. Sie promovierte dort 2002 bis 2004 am Zentrum für Gartenkunst und Landschaftsarchitektur (CGL) als Dr.-Ing. mit einer Arbeit zum Thema Gartenkultur der evangelischen Frauenklöster und Damenstifte in Norddeutschland. Für diese Arbeit wurde sie mit dem mit 5.000 Euro dotierten Lennart-Bernadotte-Preis für Landespflege der Lennart-Bernadotte-Stiftung ausgezeichnet. Der Preis wird „jährlich an außerordentliche wissenschaftliche Arbeiten an deutschsprachigen Universitäten auf den Gebieten der Landespflege sowie der Gartenkultur vergeben“.
Im Anschluss arbeitete sie als wissenschaftliche Mitarbeiterin am Lehr- und Forschungsgebiet Geschichte der Landschaftsarchitektur der TU Dresden.
Seit 2004 war sie bei den Staatlichen Schlössern und Gärten Hessen tätig und leitete von 2009 bis 2023 das Fachgebiet Gärten in Bad Homburg vor der Höhe. Zu ihrem Zuständigkeitsbereich zählte der Erhalt und die Pflege von zehn historischen Gartenanlagen. Sie koordinierte dafür rund 70 Beschäftigte. Zudem war sie Lehrbeauftragte am Fachgebiet Freiraumplanung für Geschichte der Gartenkunst und Gartendenkmalpflege an der Universität Kassel und Mitglied des Beirats des Zentrums für Gartenkunst und Landschaftsarchitektur (CGL) der Universität Hannover. In den Jahren 2021 bis 2023 war Formann Lehrbeauftragte für Gartendenkmalpflege an der Hochschule Geisenheim. Sie folgte 2023 auf Joachim Wolschke-Bulmahn an das Institut für Landschaftsarchitektur der Universität Hannover. Inken Formann ist verheiratet und Mutter dreier Kinder.

## Auszeichnungen
- 2004: Lennart-Bernadotte-Preis für Landespflege der Lennart-Bernadotte-Stiftung für die Dissertation Vom Gartenlandt so den Conventualinnen gehöret
- 2015: Deutscher Landschaftsarchitektur-Preis für die landschaftsarchitektonische Umgestaltung der UNESCO-Welterbestätte Kloster Lorsch
- 2016: European Garden Heritage Network für die landschaftsarchitektonische Umgestaltung der UNESCO-Welterbestätte Kloster Lorsch, in der Kategorie „Beste zeitgenössische Weiterentwicklung eines historischen Gartens“
- 2019: „Vorbildliches Bauwerk“ der Landesinitiative Baukultur in der Kategorie „Freianlagen“ für die Revitalisierung Osteinscher niederwald
- 2020: Deutscher Gartenbuchpreis in der Kategorie Bestes Buch über Gartengeschichte für Gartenkunst für Kinder[10]

## Veröffentlichungen

### Monografien
- Computeranwendungen in der Gartendenkmalpflege, untersucht anhand der Aufgaben der staatlichen Gartendenkmalpflege in Deutschland. Reihe: Beiträge zur räumlichen Planung. Band 69. Institut für Grünplanung und Gartenarchitektur, Hannover 2002, ISBN 978-3-923517-56-5. (Diplomarbeit)
- Vom Gartenlandt so den Conventualinnen gehöret: die Gartenkultur der evangelischen Frauenklöster und Damenstifte in Norddeutschland. Reihe: CGL-Studies. Band 1. Martin Meidenbauer Verlagsbuchhandlung, München 2006, ISBN 978-3-89975-040-9. (Dissertation)
- Historischer Garten und Mensch. Warum wir Gärten erhalten. In: Deutsche Gesellschaft für Gartenkunst und Landschaftskultur (Hrsg.): DGGL-Themenbuch. 13, Kulturelles Erbe: Gärten, Parks und Landschaften. München 2018.
- Gartenkunst für Kinder. Geschichte(n), Gärten, Pflanzen und Experimente. VDG Verlag und Datenbank für Geisteswissenschaften, Ilmtal-Weinstraße 2020, ISBN 978-3-89739-937-2.
- Das Bilderbuch zur Gartenkunst. Staatliche Schlösser und Gärten Hessen (Hrsg.). Mit Illustrationen von Katrin Felder und Sebastian Kempke. VDG Verlag und Datenbank für Geisteswissenschaften, Ilmtal-Weinstraße 2020, ISBN 978-3-89739-939-6.
- Reiseberichte als Quelle der Gartendenkmalpflege am Beispiel des Osteinschen Niederwalds bei Rüdesheim am Rhein. In: Hubertus Fischer, Joachim Wolschke-Bulmahn (Hrsg.): Schriftenreihe des Zentrums für Gartenkunst und Landschaftsarchitektur der Leibniz Universität Hannover. Band 26. München 2020, ISBN 978-3-96091-526-3 ().
- Inken Formann, Bianca Limburg: Historische Gärten als Lernorte: Bildungs- und Vermittlungsangebote für Gartendenkmale. In: Christian Antz, Stephan Wittkowske (Hrsg.): Gärten und ihre Gäste - Analysen, Fakten, Trends. München 2021, ISBN 978-3-7398-3021-6.

### Herausgaben
- mit Michael Karkosch: Alles scheint Natur, so glücklich ist die Kunst versteckt. Bernd Modrow zum 65. Geburtstag. Martin Meidenbauer Verlagsbuchhandlung, München 2007, ISBN 978-3-89975-092-8.
- RheinMainRomantik – Gartenkunst. Tagungsband. Regensburg 2013, ISBN 978-3-7954-2711-5.